# Kuala Belait Football Field
Kuala Belait Football Field – stadion piłkarski znajdujący się w mieście Kuala Belait w Brunei. Posiada nawierzchnię żużlową.